# Овчинников Сергій Іванович
Сергі́й Іва́нович Овчи́нников (рос. Сергей Иванович Овчинников, нар. 11 жовтня 1970, Москва) — російський футболіст, що грав на позиції воротаря. По завершенні ігрової кар'єри — тренер. Тренер воротарів національної збірної Росії.
Дворазовий володар Кубка Росії. Дворазовий чемпіон Росії. Дворазовий володар Суперкубка Росії.

## Клубна кар'єра
У дорослому футболі дебютував 1988 року виступами за команду дублерів московського «Динамо», в якій провів два сезони, взявши участь у 71 матчі чемпіонату.
Протягом 1990 року захищав кольори сухумського «Динамо».
Своєю грою за останню команду привернув увагу представників тренерського штабу клубу «Локомотив» (Москва), до складу якого приєднався 1991 року. Відіграв за московських залізничників наступні сім сезонів своєї ігрової кар'єри. Більшість часу, проведеного у складі московського «Локомотива», був основним гравцем команди. За цей час двічі виборював титул володаря Кубка Росії.
Згодом з 1997 по 2002 рік виступав у Португалії, де захищав кольори команд «Бенфіка», «Алверка» та «Порту».
2002 року повернувся до Росії, де знову став воротарем московського «Локомотива». Протягом наступних чотирьох років, проведених у складі «залізничників», додав до переліку своїх трофеїв два титули чемпіона Росії, ставав володарем Суперкубка Росії (також двічі).
Завершив професійну ігрову кар'єру у клубі «Динамо» (Москва), за команду якого виступав 2006 року.

## Виступи за збірну
1993 року дебютував в офіційних матчах у складі національної збірної Росії. Протягом кар'єри у національній команді, яка тривала 13 років, провів у формі головної команди країни 35 матчів.
У складі збірної був учасником чемпіонату Європи 1996 року в Англії, а також чемпіонату Європи 2004 року в Португалії.

## Кар'єра тренера
Розпочав тренерську кар'єру невдовзі по завершенні кар'єри гравця, 2007 року, увійшовши до тренерського штабу клубу «Локомотив» (Москва) як тренер воротарів.
2008 року прийняв пропозицію російського тренера Юрія Сьоміна, при якому свого часу грав за «Локомотив», стати його помічником у тренерському штабі київського «Динамо».
Перший досвід самостійної тренерської роботи отримав 2009 року, ставши головним тренером краснодарської «Кубані», згодом працював з командами клубів «Динамо» (Брянськ) та «Динамо» (Мінськ).
З 2012 року входить до тренерського штабу нацтональної збірної Росії, де опікується підготовкою воротарів.

## Титули і досягнення
- Володар Кубка Росії (2):

«Локомотив» (Москва): 1995–96, 1996–97
- Чемпіон Росії (2):

«Локомотив» (Москва): 2002, 2004
- Володар Суперкубка Росії:

«Локомотив» (Москва) (2): 2003, 2005
- Володар Кубка Португалії (2):

«Порту»: 1999–2000, 2000–01
- Володар Суперкубка Португалії (1):

«Порту»: 2001